# Leistenstraße 1–9
Leistenstraße 1–9 (ungerade Hausnummern) bezeichnet fünf denkmalgeschützte Mietshäuser im Würzburger Stadtbezirk Steinbachtal. Die Bauten wurden in den 1890er Jahren im Stil des Historismus errichtet.

## Lage
Die Leistenstraße liegt zwischen dem Nikolausberg mit der Wallfahrtskirche Mariä Heimsuchung bzw. Käppele im Süden und den Weinbergen der  Inneren Leiste im Norden, die hinter den Häusern mit gerader Hausnummer zur Festung Marienberg ansteigen.

## Geschichte
Im August 1895 wurde die Ludwigsbrücke (Löwenbrücke) über den Main dem Verkehr übergeben. In der Folge wurde die Leistenstraße angelegt. In dieser und der Mergentheimer Straße entstanden eine Reihe von Mietshäusern auf dem Westufer des Mains. Auf Basis des bayerischen Denkmalschutzgesetzes vom 1. Oktober 1973 wurden 14 qualitativ wertvolle Mietshäuser in diesem Bereich in die Bayerische Denkmalliste eingetragen. Im 20. Jahrhundert wurde auch der Nikolausberg südlich der Leistenstraße mit Villen und Häusern studentischer Verbindungen bebaut.

## Bauwerke
Die fünf Häuser der Leistenstraße 1–9 an der Südseite sind, wie die ebenfalls denkmalgeschützten gegenüberliegenden vier Mietshäuser (Nummer 2–8), jeweils dreigeschossige Walmdachbauten im Stil des Historismus. Sie wurden in den Jahren 1896 und 1899 errichtet. Die Balkone haben schmiedeeiserne Geländer.
Leistenstraße 1: Das 1896 errichtete Gebäude hat zwei Eckrisalite mit Zwerchgiebeln. Der westliche Risalit ist der breitere, er hat zwei Fensterachsen mit gekoppelten Fenstern und trägt einen Balkon. Das Putzmauerwerk der Fassade mit insgesamt sechs Fensterachsen ist mit Werkstein und Putz gegliedert. ((Lage))
Leistenstraße 3: Das Gebäude wurde 1896 errichtet. Die siebenachsige Fassade wird durch die flachen Eckrisalite mit Balkonen geprägt. Das Backsteinmauerwerk hat ebenfalls Werksteingliederungen über Putzrustika im Erdgeschoss. ((Lage))
Leistenstraße 5: Das 1899 errichtete Mietshaus hat ein Mansardwalmdach und fünf Fensterachsen. Der flache Eckrisalit hat gekoppelte Fenster. Das Putzmauerwerk wird durch Werkstein gegliedert und hat einen Rustikasockel. Der Dachaufbau wurde verändert. ((Lage))
Leistenstraße 7. Das Gebäude mit Mansardwalmdach wurde 1899 errichtet. Die Eckrisalite tragen vorgesetzte Zwerchgiebel. Auch hier wird das Putzmauerwerk mit Werkstein gegliedert. Das Mietshaus wird durch einen Eckerkere geprägt. ((Lage))
Leistenstraße 9. Das Mietshaus wurde 1899 errichtet. Es hat einen Eckrisalit mit Zwerchgiebel und einen Eckerker mit Pyramidenhelm. Das Putzmauerwerk ist hier mit Sandstein gegliedert. Der Dachaufbau wurde verändert. ((Lage))